# Giuseppe Ottavio Pitoni

Giuseppe Ottavio Pitoni.

Giuseppe Ottavio Pitoni, född den 18 mars 1657 i Rieti, död den 1 februari 1743 i Rom, var en italiensk tonsättare, kontrapunktist av romerska skolan.
Pitoni blev kapellmästare vid San Marco i Rom 1677, därjämte även vid Lateranen 1708 och Peterskyrkan 1719. Liksom alla mästare av den romerska skolan odlade Pitoni i synnerhet den mångstämmiga satsen. Han skrev bland annat en mängd tolvstämmiga och sextonstämmiga mässor och psalmer, ja, flera för 24 och 36 stämmor, samt påbörjade före sin död en mässa för ända till 48 stämmor. 
Bland hans många manuskript märks ett sextonstämmigt Dixit, som årligen uppförs i Peterskyrkan under påskveckan. Ett värdefullt källverk är hans manuskript Notizie del maestri di cappella si di Roma che oltramontani 1500-1700. Tryckt är av honom mycket litet: en bok motetter (1697) samt i senare tid en del stycken i Proskes "Musica divina".